# علي شجاعي
علي شجاعي (بالفارسية: علی شجاعی)، من مواليد 23 مارس 1953م، وهو لاعب كرة قدم إيراني سابق، لحق مع لاعبي منتخب إيران إلى نهائيات كأس العالم بالأرجنتين سنة 1978م.

## روابط خارجية
- علي شجاعي على موقع الاتحاد الدولي (مؤرشف)  (الإنجليزية)
- علي شجاعي على موقع ناشيونال فوتبول تيمز (الإنجليزية)
- علي شجاعي على موقع عالم كرة القدم.نت (الإنجليزية)